# Sennecey-lès-Dijon
Sennecey-lès-Dijon este o comună în departamentul Côte-d'Or, Franța. În 2009 avea o populație de 2,219 de locuitori.

## Evoluția populației
| An        | 1975  | 1982 | 1990  | 1999  | 2006  | 2009  |
| --------- | ----- | ---- | ----- | ----- | ----- | ----- |
| Populație | 1,073 | 927  | 1,535 | 2,168 | 2,305 | 2,219 |